# 제임스 라스트

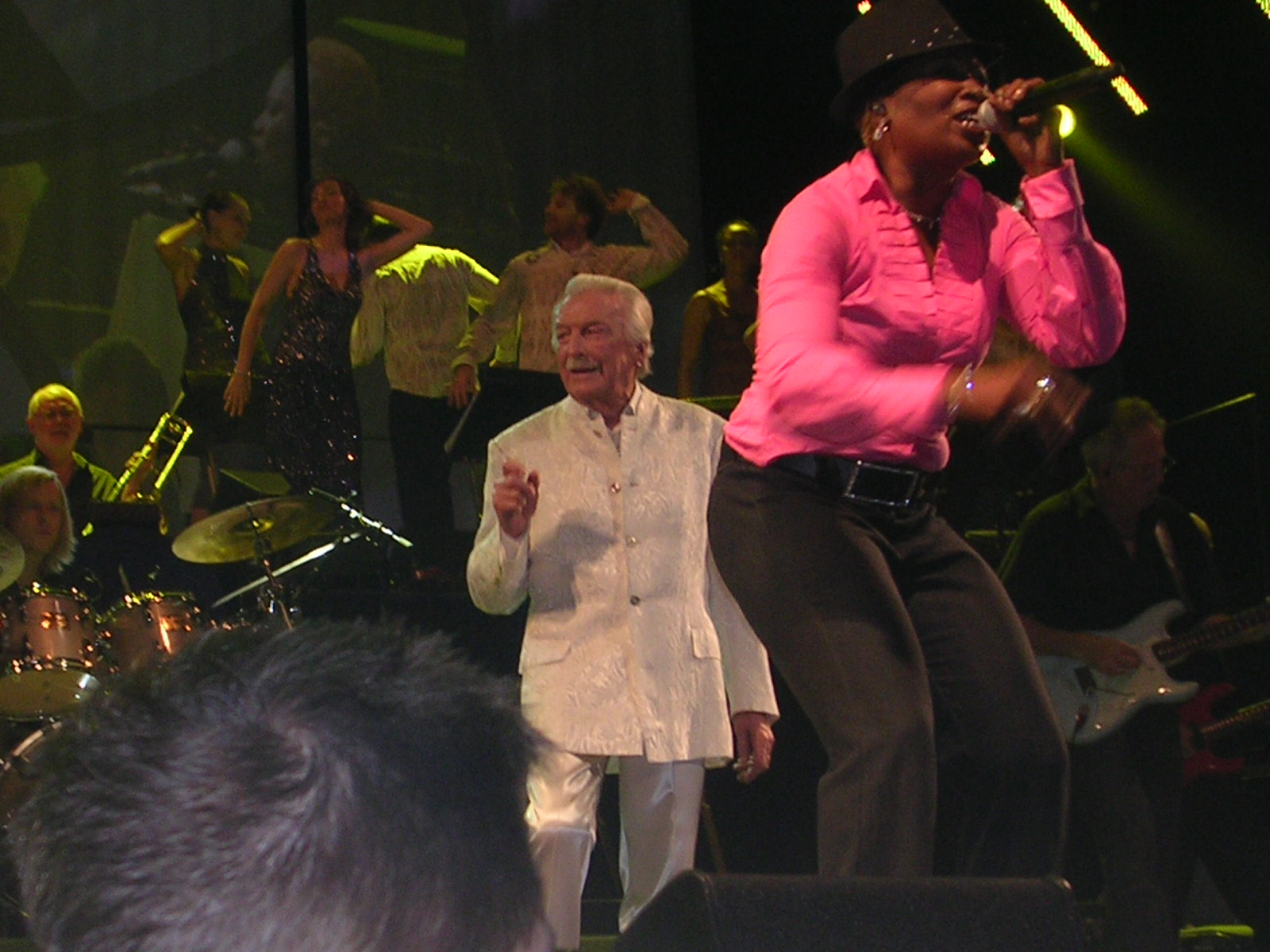
제임스 라스트

제임스 라스트(James Last, 1929년 4월 17일 ~ 2015년 6월 9일)는 독일의 작곡가이다. 본명은 한스 라스트(Hans Last)로 브레멘에서 태어났다. 독일군의 군악 학교를 거쳐 1948년 라스트 베커 앙상블의 리더가 된다. 1960년대에는 제임스 라스트 악단의 활동 외에도 악곡 제공 활동을 하였다.
2015년 6월 9일 향년 86세의 나이로 세상을 떠났다.